# Josh Widdicombe
Joshua Michael Widdicombe,  [/ˈ w ɪ d ɪ k ə m /], född 8 april 1983, är en engelsk komiker och programledare. Han är också en återkommande deltagare i panelshower som The Last Leg, Mock the Week, QI och 8 Out of 10 Cats. Han vann den första omgången av Bäst i test England 2015 och senare den första Champions of Champions där de fem första säsongernas vinnare tävlade mot varandra. Mellan åren 2015 och 2017 hade han en egen sitcom, Josh, på  BBC Three.

## Biografi
Josh Widdicombe föddes i Hammersmith i London, men när han var tre år flyttade familjen ut på landsbygden i Devon för att modern ville arbeta med hästar. Han växte upp i det lilla samhället Haytor Vale, och i hans årskull på låg- och mellanstadieskolan gick fyra elever. Senare studerade han sociologi och lingvistik vid University of Manchester.
Innan han blev komiker arbetade Widdicombe som sportjournalist och skrev för The Guardian. Han började uppträda som ståuppkomiker 2008 och tog sig till finalen i So You Think You're Funny på Edinburgh Festival Fringe samma år. Under Paralympiska sommarspelen 2012,som arrangerades i London, hade han tillsammans med den enbente komikern Adam Hills och engelska paralympiern Alex Brooker, en humoristisk show om dagsaktuella händelser. Programmet fick en spinoff efter paralympics och han har därefter uppträtt med Alex Brooker i andra sammanhang.
Till och med 2016 har han gjort fyra framträdanden på Live at the Apollo och han släppt två stycken liveuppträdanden som DVD. År 2021 gav han ut boken Watching Neighbours Twice a Day… How '90s TV (Almost) Prepared Me For Life, som gavs ut i september 2021, och hamnade på tidningen Sunday Times bästsäljarlista.
Josh Widdicombe är gift med Rose Hanson, en tv-producent, med vilken han har två barn.

## Stand-up DVD-skivor
- Live: And Another Thing (18 november 2013)
- What Do I Do Now... Live (28 november 2016)